# 社会史国際研究所
社会史国際研究所（しゃかいしこくさいけんきゅうじょ、オランダ語: Internationaale Instituut voor Sociale Geschiedenis、略称IISG）は、アムステルダムにある社会主義文献の文書館であり研究機関である。カール・マルクス、フリードリヒ・エンゲルスの遺稿や旧蔵書、ヨーロッパ各国の労働運動史･社会思想史関係資料などを所蔵・収集・公開している。国際社会史研究所とよばれることもある。
ドイツ社会民主党の文書記録をナチスの弾圧から守るためにオランダに疎開させたことに起源をもつ。1935年、ハーグの「労働者中央生命保険会社」の資金提供を受け、経済史家でアムステルダム大学教授のニコラス・ポステュムス（nl:Nicolaas Wilhelmus Posthumus）によって民間文書館として設立された。1938年、マルクス=エンゲルス文書を含むドイツ社会民主党の党文庫を購入した。1979年、オランダ王立芸術科学アカデミーの傘下にはいった。1999年時点で専任50人、非常勤を含めると120人の職員を擁する。

## 脚注

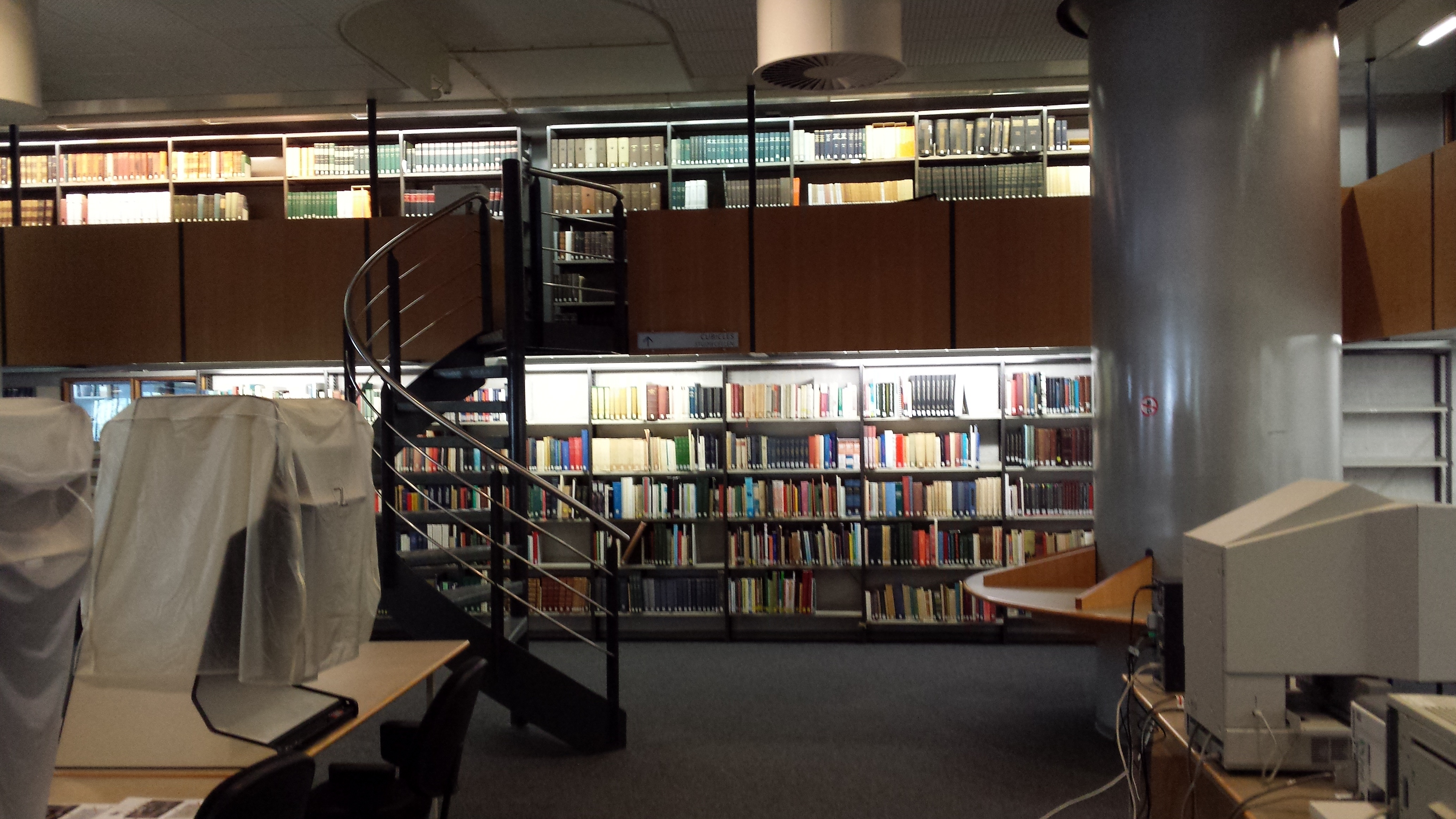
閲覧室、2014年4月